# Colletes bhutanicus
Colletes bhutanicus är en biart som beskrevs av Kuhlmann 2003. Colletes bhutanicus ingår i släktet sidenbin, och familjen korttungebin. Inga underarter finns listade i Catalogue of Life.